# Julie & Julia
Julie & Julia ist eine 2009 erschienene Filmkomödie von Nora Ephron, die nach einem Buch von Julie Powell auch das Drehbuch schrieb. Der Film stellt die Anfänge der Kochkarriere von Julia Child dem ehrgeizigen Bestreben von Julie Powell gegenüber, sämtliche 524 Rezepte aus Childs Kochbuch in einem Jahr nachzukochen. Der wahre Traum beider war es jedoch, Schriftstellerin zu werden.

## Handlung
Julia Child kommt mit ihrem Mann Paul, der an der US-amerikanischen Botschaft arbeitet, 1949 nach Paris, wo sie sich zunächst, eher aus Langeweile, als Hutmacherin versucht. Dann erlernt sie in einer Kochschule das Kochen und Backen und wird die Partnerin von Simone Beck und Louisette Bertholle, die bereits seit einiger Zeit an einem Kochbuch der französischen Küche für Amerikanerinnen arbeiten. Zu dritt leiten sie eine Kochschule. Das Kochbuch wird bei den Verlegern abgelehnt und so bitten Beck und Bertholle Julia, ihr Buch zu überarbeiten. Es folgen zahlreiche Umzüge für Julia, die ihren Mann in die verschiedensten Länder begleitet. Hierbei werden die Auswirkungen der Kampagne gegen "Kommunisten" in der McCarthy-Ära angedeutet. Das Kochbuch, dem sie viele neue Abschnitte hinzufügt, nimmt immer größere Dimensionen an und schreckt bei einer Länge von über 700 Seiten zahlreiche Verleger ab. Eine Lektorin nimmt sich schließlich Zeit für das Manuskript, kocht Rezepte nach und ist begeistert, sodass Julia acht Jahre nach Beginn ihrer Arbeit das gedruckte Buch endlich in Händen halten kann.
Parallel dazu wird die Geschichte von Julie erzählt. Sie ist im Jahr 2002 knapp 30, verheiratet, hat gerade einen Umzug von Brooklyn nach Queens hinter sich und beantwortet in einem Großraumbüro telefonische Anfragen und Beschwerden von Opfern, Hinterbliebenen und indirekt Betroffenen der Terroranschläge des 11. September. Eigentlich wollte sie Schriftstellerin werden, schaffte jedoch nie mehr als einen halben Roman. Ihre Leidenschaft ist das Kochen und als eine ihrer Freundinnen einen Blog über ihr Alltagsleben beginnt, beschließt sie für sich, über das Kochen zu schreiben. Ihr Plan: sämtliche 524 Rezepte aus Julia Childs Kochbuch innerhalb eines Jahres nachkochen und im Blog darüber berichten. Immer mehr Menschen lesen ihren Blog und sind begeistert, auch die Presse beginnt zu berichten. Ihrem Mann Eric wird das Ganze irgendwann zu viel, auch dass Julie sich zunehmend egozentrisch verhält. Er verlässt sie im Streit, kehrt aber bald wieder zurück. Am Jahresende erfährt Julie, die in ihrer Phantasie Julia zu einer perfekten Frau stilisiert hat, dass diese von ihrem Blog wenig begeistert sei und die Herangehensweise an ihr Werk eher als respektlos empfinde. Julie ist zuerst am Boden zerstört, vertraut jedoch dann auf ihr Bild, das sie sich von Julia gemacht hat, sie bringt ihr Experiment schließlich wie geplant zu Ende. Zahlreiche Verlage haben sich gemeldet, um aus ihrem Erfahrungsschatz ein Buch zu machen. Abschließend besucht Julie das Museum, das Julia gewidmet ist, und hinterlässt dort ein Päckchen Butter, die nach Julias Meinung ja die wichtigste Zutat für alle Speisen ist.

## Entstehung und Produktion
Ephrons Drehbuch orientiert sich an zwei Büchern: My Life in France, Childs Autobiographie, die sie mit Alex Prud'homme schrieb, und den Memoiren von Julie Powell. Powell begann damit, ihre täglichen Kochexperimente in einem Blog zu dokumentieren. Sie beschrieb darin, wie sie alle 524 Rezepte in Childs Buch Mastering the Art of French Cooking nachkochte. Später überarbeitete sie den Blog. „The Julie/Julia Project“ wurde in einem Buch veröffentlicht: Julie & Julia. 365 Days, 524 Recipes, 1 Tiny Apartment Kitchen (Little, Brown, New York 2005). Die deutschsprachige Taschenbuchausgabe wurde 2006 unter dem Titel Julie & Julia: 365 Tage, 524 Rezepte und 1 winzige Küche herausgegeben. Die beiden Bücher, die von Ephron adaptiert wurden, wurden zwischen 2004 und 2006 geschrieben und veröffentlicht. Der Spielfilm war der erste, der auf einem Blog basiert.
Ephron begann im März 2008 mit der Produktion von Julie & Julia. Meryl Streep verkörperte in dem Film Julia Child und Amy Adams stellte Julie Powell dar.

## Veröffentlichung
Die offizielle Filmpremiere fand am 30. Juli 2009 im Ziegfeld Theatre in New York statt. In den US-Kinos lief der Film ab dem 7. August 2009, Filmstart in Deutschland war am 3. September 2009.

## Kritik
Auf der Webseite Rotten Tomatoes erhielt Julie & Julia eine positive Bewertung von 77 %, basierend auf 227 gezählten Kritiken. Der zusammengefasste Konsens besagt, dass der Film dank der „charismatischen“ Darstellung von Meryl Streep eine „leichte, aber ziemlich unterhaltsame kulinarische Komödie“ sei. Auf Metacritic waren 66 % der insgesamt 34 Rezensionen positiv.
Anke Westphal befand in der Berliner Zeitung, der Part der Julia Child sei „eine Paraderolle“ für Meryl Streep. Diese dürfe, „exzentrischer noch als in dem Filmmusical "Mamma Mia!", [...] die geniale Rampensau geben“ und „alle Register komischen, aber eben auch unermüdlichen Widerstands ziehen“. Darüber hinaus gehe es in dem Film nicht nur ums „Kochen, sondern genauso sehr um weibliche Rollenmodelle und das feminine Selbstverständnis“ wie auch „geschlechtsunabhängig“ um die Frage, „ob man einer Krise tätig begegnet oder sich begnügt mit dem Leiden an dem, was ist.“
Juliane Primus vom Tagesspiegel meinte, die „beste Zutat“ des Films sei Meryl Streep. Sie spiele Julia Child, „wie Julie Powell sie sich vorstellt: lebenshungrig, quirlig, dank Endlos-Pumps alles und alle überragend – und mit einer derart hohen Stimme, dass manches Ei von selber verloren geht.“ Jedoch bliebe von dem „betulichen“ Film „nicht mehr als ein knurrender Magen – und die verblüffend altmodische Moral, dass es offenbar ein Akt der Zivilcourage ist, einen Eierkuchen in der Luft zu wenden.“
Inga Ehret schrieb auf FOCUS Online, Meryl Streep spiele „eine hinreißend schrille Julia Child, die ihr Rollenvorbild perfekt adaptiert hat“. Wenn sie „als burschikose, 1,85 Meter große TV-Köchin Töpfe und Pfannen tanzen lässt und jedes Wort in andere Dimensionen dehnt, zeigt die Rekord-Oscarnominierte Schauspielerin, wie perfekt sie Mimik und Sprache von Amerikas Kult-Köchin aufgesogen hat, ohne in eine Parodie abzurutschen“. Daneben könne sich Amy Adams „nur im Rollenkorsett des blassen Mauerblümchens bewegen“. Dennoch gelinge es ihr ebenso, „immer liebenswert und authentisch zu bleiben – als Gegenpol zur exzentrischen Rolle der Julia Child.“
Das Lexikon des internationalen Films urteilte: „Der Film verzahnt nicht ungeschickt die beiden Erzählebenen, wobei die in der Gegenwart angesiedelten Figuren und Handlungsteile stark gegenüber den Rückblenden ins nostalgisch eingefärbte alte Paris abfallen, in denen nicht zuletzt die komische Schauspielkunst Meryl Streeps gut unterhält. Ansonsten leidet der Film an den eher blassen Figuren und daran, dass er die Sinnlichkeit der kulinarischen Leidenschaften nicht auf die Leinwand überträgt.“

## Auszeichnungen
Hauptdarstellerin Meryl Streep erhielt 2010 für ihre Rolle unter anderem den Golden Globe Award als Beste Hauptdarstellerin in einer Komödie/Musical, zudem war sie für einen Oscar nominiert.